# Горяйновский сельсовет (Курская область)
Горяйновский сельсовет — муниципальное образование со статусом сельского поселения в Поныровском районе Курской области Российской Федерации.
Административный центр — село Горяйново.

## История
Статус и границы сельсовета установлены Законом Курской области от 21 октября 2004 года № 48-ЗКО «О муниципальных образованиях Курской области».
Законом Курской области от 26 апреля 2010 года № 26-ЗКО в состав сельсовета включены населённые пункты упразднённого Бобровского сельсовета. 

## Население
| 2010 | 2012 | 2013 | 2014 | 2015 | 2016 | 2017 |
| ---- | ---- | ---- | ---- | ---- | ---- | ---- |
| 706  | ↗707 | ↘692 | ↗711 | ↘696 | →696 | ↘695 |
| 2018 | 2019 | 2020 | 2021 |      |      |      |
| ↗697 | ↘691 | ↘683 | ↗917 |      |      |      |

## Состав сельского поселения
| № | Населённый пункт | Тип населённого пункта       | Население |
| - | ---------------- | ---------------------------- | --------- |
| 1 | Бобровка         | село                         | 233       |
| 2 | Воробьевка       | село                         | 38        |
| 3 | Горяйново        | село, административный центр | 278       |
| 4 | Заболотское      | деревня                      | 35        |
| 5 | Каменец          | деревня                      | 0         |
| 6 | Маньшино         | деревня                      | 31        |
| 7 | Цуриково         | деревня                      | 91        |